# Герб на Беларус
Националният герб на Република Беларус (от хералдическа гледна точка – емблема), според официалното описание, представлява златна контурна карта на страната, поставена на златни лъчи и изгряващо слънце иззад земното кълбо. Над контура е изобразена петолъчна червена звезда. Гербът е окръжен с венци от златни класове, преплетени отдясно с цветове на детелина, а отляво – с лен. Класовете са обвити с червено-зелена лента, на която в долната част е изписан със златни букви надписът: „Рэспубліка Беларусь“.
Приет е на 7 юни 1995 г. след референдума в страната същата година, като заменя стария герб Погон, който се е използвал по времето на Великото литовско княжество и като герб на днешна Литва. Настоящият герб на Република Беларус всъщност е емблема, тъй като не съдържа никакви хералдически символи (щит, корона, постамент, мото и др.). Много наподобява герба на Беларуската ССР, направен от художника Иван Дубасов през 1950 г. на базата на съветския герб, като на мястото на сърпа и чука е поставена картата на Беларус. По подобен начин са съсдадени и гербовете на Узбекистан, Таджикистан, Приднестровието, Република Северна Македония и др. Сегашният закон за чертежа и използването на националния герб е приет на 5 юли 2004 г. Направена е модификация през 2012 г.

## История

### Пагоня
Въпреки факта, че беларусите споделят различна етническа идентичност и език, те никога преди това не са имали политически суверенитет преди 1991 г. с изключение на кратък период от 1918 г. когато краткотрайната Беларуска народна република използва конника като своя емблема. Уникалните беларуски национални символи не са създадени в резултат на чуждото управление на беларуските територии от Прусия, Полша, Литва и Русия до 20-ти век.
За първи път Пагоня (на бълг. преследване) се използва като личен герб на Алгирдас, великият литовски херцог, а по-късно през 1366 се използва и като герб на Великото литовско княжество. След завладяването на Литва от Русия през 1795 г., Пагоня се включва в императорският герб на Русия. След обявяването на независимостта на Беларуската народна република, която съществува за кратко време през 1918 г., Пагоня става национален герб на страната. През 1991 г. Беларус обявява независимост от СССР и отново използва Пагоня, но след референдума през 1995 г. гербът се заменя със сегашния.
- 1581
- Гербът на Великото литовско княжество използван през XVI век
- Погонът като част от герба на Жечпосполита
- Гербът на Витебската губерния в състава на Руската империя от 1856
- Гербът на Вилнюската губерния в състава на Руската империя
- Предложение за герб на Беларуската народна република от 1918, но то не се приема
- Гербът на Беларуската народна република версия от 1918
- Герб от пощенската марка на БНР 1918
- Печатът на Беларуската Централна Рада 1943 – 1944
- Гербът на Република Беларус 1991 – 1995
- Днешният герб на Литва от 1992

### Герб на Белоруската съветска социалистическа република

#### Първи герб (1920 – 1927)
От 1920 г. до разпадането на Съветския съюз Беларус (Белоруската съветска социалистическа република) използва емблема, аналогична на тази на Съветския съюз. Първата емблема, която БССР използва, се приема 1919 и много наподобява емблемите на Руската съветска федеративна социалистическа република и Украинската съветска социалистическа република. Представлява червен щит, на който в дъното се показва изгряващото слънце, а на лъчите му са поставени златни сърп и чук, символизиращи единството на работниците и селяните. Над тях са поставени инициалите на републиката – „Б. С. С. Р.“ („Беларуская Савецкая Сацыялістычная Рэспубліка“). Отстрани на щита има венец от житни класове, а в най-долната му част червена лента, на която е написан лозунгът „Пралетары ўсіх краін, злучайцеся!“ („Пролетарии от всички страни, съединявайте се!“).

#### Втори герб (1927 – 1938)
През 1927 г. гербът се заменя с нов. Щитът се премахва, в дясната част на венеца пшеницата се заменя с дъбова клонка, а в лявата освен житните класове се добавя и детелина. Сърпът и чукът вече не са златни и над тях се поставя петолъчка. Под слънцето е изобразено земното кълбо. Венецът се увива с червена панделка, на която на беларуски, полски, идиш и руски се изписва „Пролетарии от всички страни, съединявайте се!“ Инициалите Б. С. С. Р. се изместват в най-долната част на венеца.

#### Трети герб и неговите модификации
През 1938 г. отново се приема нов герб. Мотото вече се изписва само на руски и беларуски (надписите на полски и идиш са премахнати). Дъбовата клонка се заменя с житни класове и лен. Гербът е по проект на художника Иван Дубасов.
- 1919 – 1927
Първият герб
- 1927 – 1937
Вторият герб
- 1937 – 1938
Модификация на втория герб
- 1938 – 1949
Третият герб
- 1958 – 1981
Модификация на третия герб
- 1981 – 1991
Друга модификация на третия герб

## Герб на Република Беларус след 1995 г.
След разпада на Съветския съюз беларуското правителство връща националните знаме и герб (Погон), използвани от Беларуската народна република. Промяната не се приема единодушно от обществото, тъй като тези символи са били използвани и от нацистите през Втората световна война. Голяма част от противниците на „Погона“ са ветерани от войната. През 1993 г. Александър Лукашенко, все още депутат, предлага смяна на знамето и герба, но парламентът не приема тази идея. След като става президент, той инициира референдум за промяна на спорната символика, като основа за новия герб става бившият герб на Белоруската съветска социалистическа република. Единствените разлики са в премахването на комунистическата символика (сърп и чук, червена звезда, червена лента около житните класове с лозунга „Пролетарии от всички страни, съединявайте се!“) и добавянето на червено-зелената лента с надпис „Република Беларус“ на беларуски в дъното ѝ. Проектът е съставен от администрацията на президента през март, 1995 г. По препоръка на ръководителя на Държавната хералдическа служба, В. Носевич, е решено да се добави „основна фигура“ в герба, защото според него изображението изглеждало „празно“. Леонид Синицин, тогавашният глава на администрацията на Лукашенко, предлага да се постави зелена „летящата карта на Беларус“ в лъчите на слънцето. По думите на Синицин, той самият се е противопоставял на връщането на червената звезда в герба. Звездата е поставена по предложение на Иван Титенков. 
Потребители в интернет забелязаха, че в стандартизираното изображение на герба от 1995 г. ленът е нарисуван неправилно с 6 венчелистчета вместо с обичайните за вида 5. Грешката не е коментирана официално от правителството, но на паспортите от 2011 гербът е коригиран и е изобразен лен с 5 венчелистчета. В новия образец на герба от 2012 г. нюансите на цветовете се изменят незначително.
През 2020 г. правителството на Република Беларус планира да извърши поредна редакция на държавния герб. Корекциите включват промяна в цветовите оттенъци, уголемяване на червената звезда и контура на границите на страната, както и смяна на цвета на границите на страната от зелен към златен. На глобуса вместо Скандинавия и Русия е решено да бъде изобразена Европа, в чийто център е Беларус. Законът за промяна в държавната символика е приет на 4 януари 2021 г. и влиза в сила на 7 януари същата година.
- Предложение от март, 1995 г.
- Образец на приетия герб от 1995 г.
- Образец от 2012 г.
- Образец от 2021 г.

## Подобни гербове
- Герб на Северна Македония
- Герб на Таджикистан
- Герб на Узбекистан
- Герб на Северна Корея